# Gewindestift

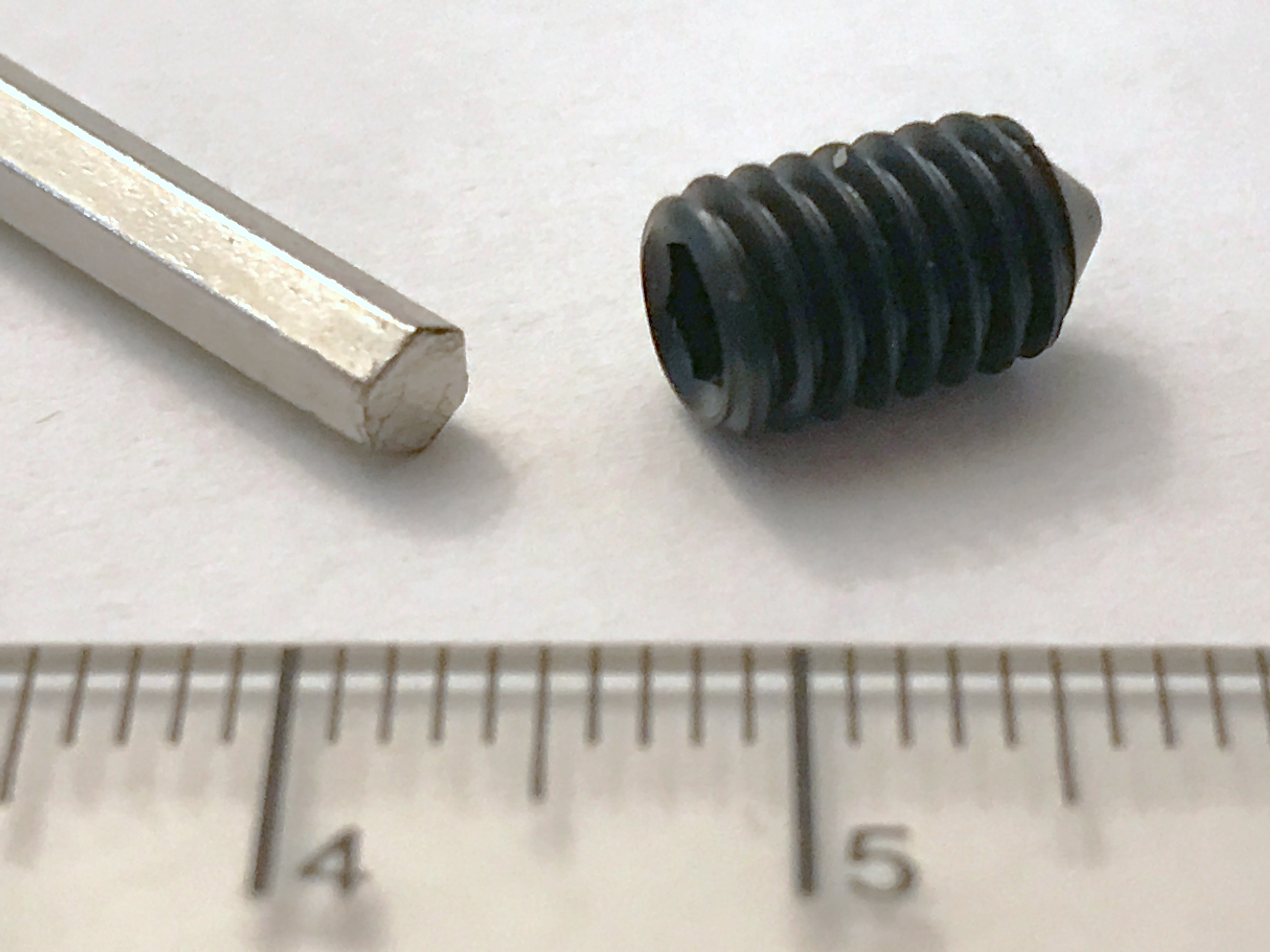
Gewindestift M6x10 mm mit Spitze und Innensechskant,
links ein Sechskant-Schraubenzieher

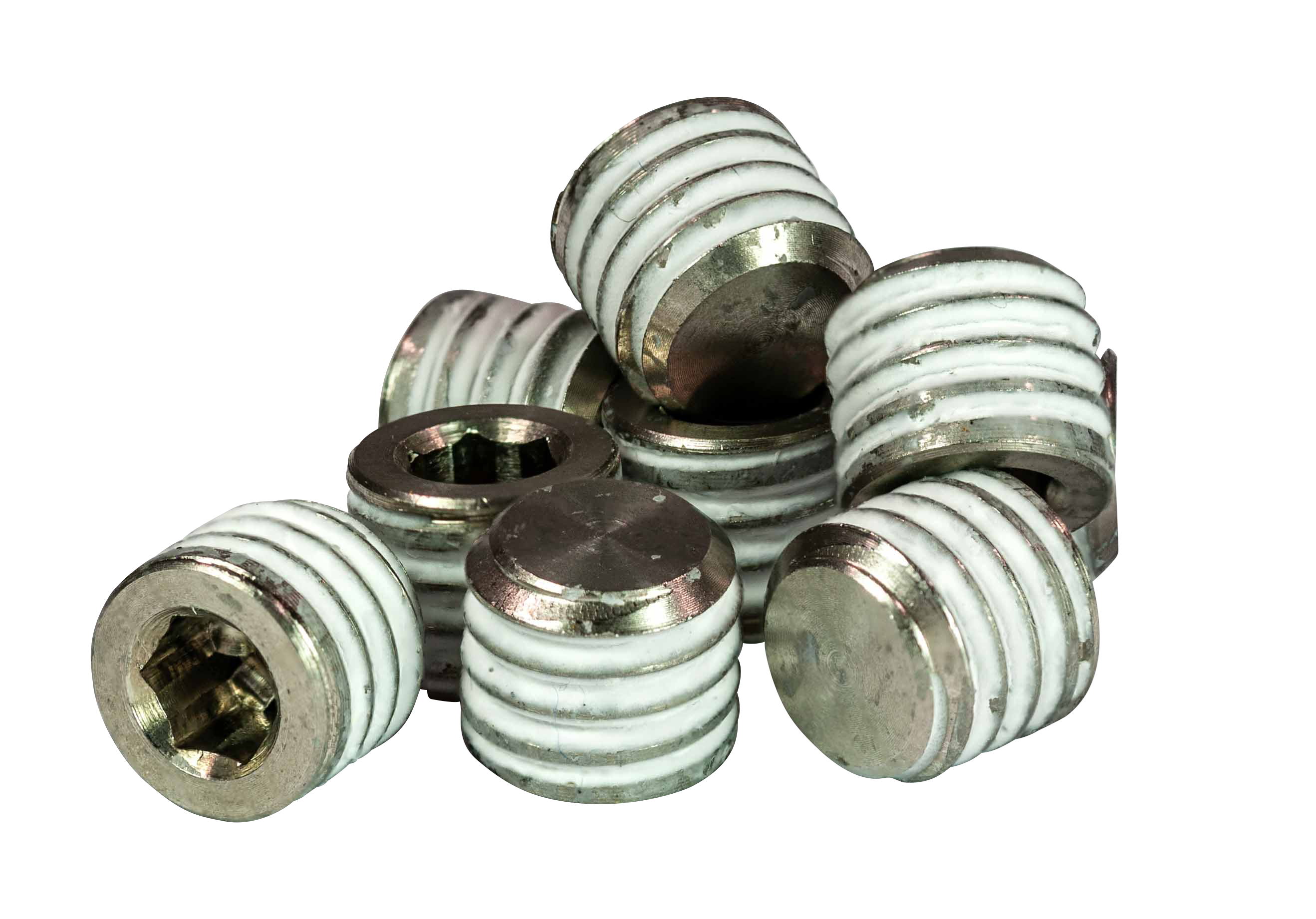
Gewindestifte mit flacher Vorderseite und Innensechskant,
(weiße klebrige Masse in den Gewindefurchen als Schraubensicherung)

Der Gewindestift oder die Madenschraube oder Wurmschraube ist eine Schraube ohne Kopf. Stattdessen besitzt das freie Ende einen Schlitz (veraltet) oder ein Loch mit Innensechskant oder Innensechsrund (Torx) zum Ansetzen eines Schraubenziehers.
Der Gewindestift ist am vorderen Ende je nach Verwendung flach (ISO 4026, früher DIN 913) ausgeführt oder mit einer Spitze (Kegel, ISO 4027, früher DIN 914), mit einem flachen Zapfen (gewindelos, ISO 4028, früher DIN 915) oder einer Ringschneide (ISO 4029, früher DIN 916) versehen.
Der Gewindestift wird als Feststellschraube (bevorzugt mit sich im Gegenstück eingrabender Spitze) oder als in der Regel mit Feingewinde versehene Stellschraube  zur Justierung von Messinstrumenten benutzt. Ein Zapfen wird dann angebracht, wenn Querkräfte z. B. beim Führen des Stifts in einer Nut vom Gewinde fernzuhalten sind. Die Gewindespitzen würden sonst abgeplattet und der Stift wäre nicht mehr drehbar.